# Michal Rada
Michal Rada (* 25. května 2007 České Budějovice) je český atlet, specializující se na překážkové běhy. Vyhrál mistrovství Evropy do 18 a 20 let a v roce 2024 se stal vicemistrem světa do 20 let v běhu na 400 metrů překážek.

## Osobní život
Jeho dvojče Nina Radová, která se narodila s desetiminutovým odstupem, také soutěží v atletice. Oba navštěvovali sportovní gymnázium. Oba se zúčastnili Mistrovství České republiky studentů 2022 v Praze, kde získal zlatou medaili ve skoku do dálky a stříbrnou medaili v běhu na 60 metrů překážek.

## Kariéra
Je členem TJ Sokolu České Budějovice a trénuje ho Jiří Couf. V lednu 2024 vytvořil v Praze nový osobní rekord v běhu na 60 metrů překážek s časem 7,78 sekundy.
V červnu 2024 překonal český juniorský rekord v běhu na 400 metrů časem 49,89 sekundy na memoriálu Josefa Odložila. Získal zlatou medaili na Mistrovství Evropy v atletice do 18 let v běhu na 400 metrů překážek, když v červenci 2024 v Banské Bystrici na Slovensku zaběhl nejlepší čas v kategorii do 18 let v Evropě. Jeho dvojče, Nina Radová, získala ve stejný den na mistrovství také zlatou medaili v běhu na 400 metrů překážek žen.
V srpnu 2024 se zúčastnil mistrovství světa v atletice do 20 let v Limě v Peru v běhu na 400 metrů překážek mužů. Do finále se kvalifikoval s časem 49,36 sekundy, což byl světový rekord v kategorii do 20 let, jeho osobní rekord a národní rekord v kategorii do 20 let. Ve finále zlepšil národní rekord na 49,30 a získal stříbrnou medaili. V září 2024 byl nominován na cenu European Athletics Rising Star.
V lednu 2025 vytvořil v Praze nový osobní rekord v běhu na 60 metrů překážek s časem 7,74 sekundy. V červenci 2025 byl vybrán na Mistrovství Evropy v atletice do 20 let v Tampere, kde získal zlatou medaili s rekordem šampionátu 48,78 v běhu na 400 metrů překážek. Byl také členem české štafety 4 × 400 metrů, která získala zlatou medaili.